# Lední hokej na Zimních olympijských hrách 1968

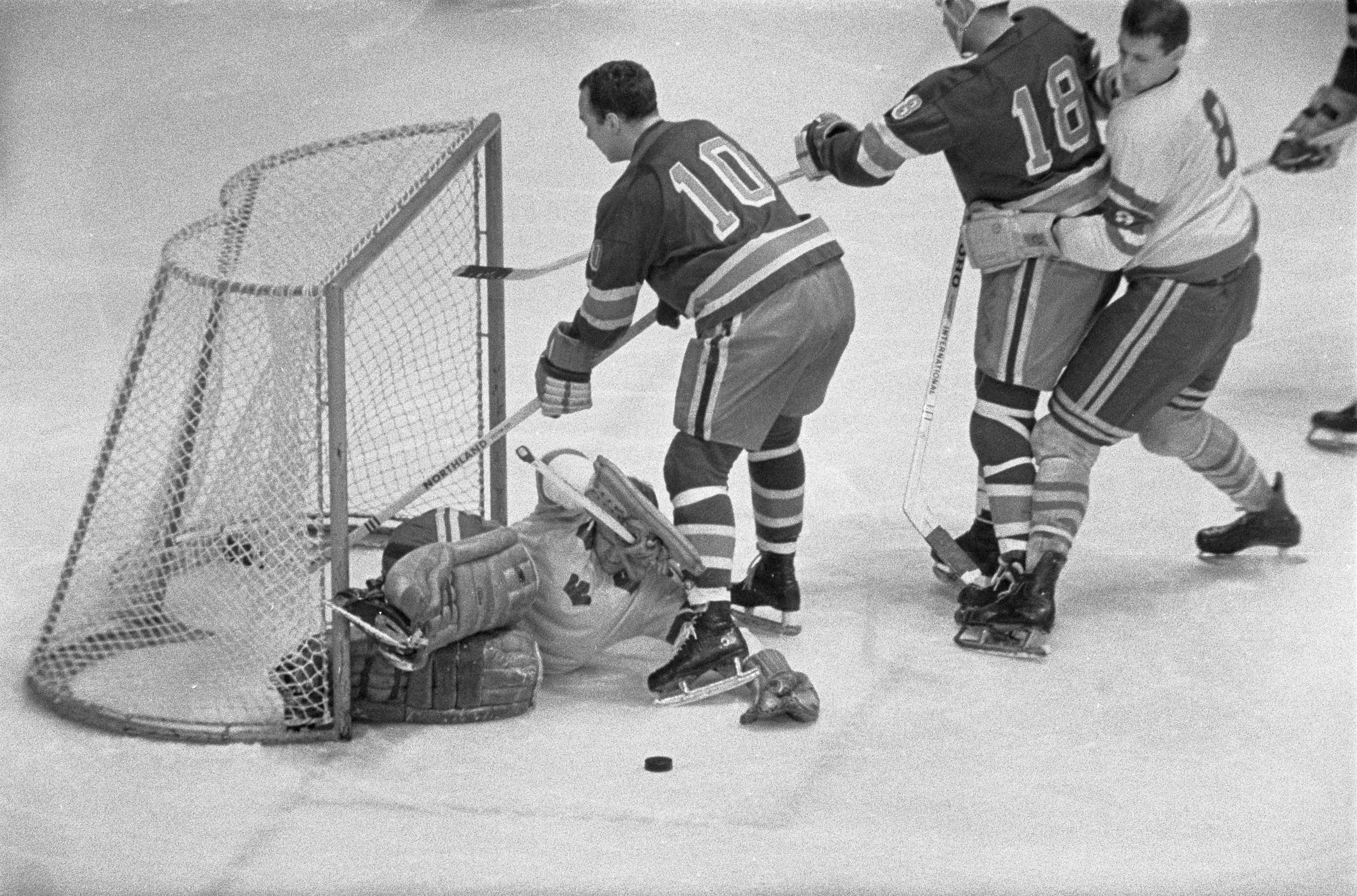
Fotografie ze zápasu Švédsko–USA

35. mistrovství světa a 46. mistrovství Evropy v ledním hokeji probíhalo v rámci X. zimních olympijských her.
Na turnaj se přihlásilo 14 účastníků. 6 mužstev hrálo kvalifikaci, která se hrála vylučovacím způsobem. Vítězové hráli ve skupině A o medaile, poražení hráli o 9.–14. místo ve skupině B. Ve všech skupinách se hrálo jednokolově systémem každý s každým.
Československo po osmi letech na MS porazilo Sovětský svaz a mělo možnost získat zlaté medaile, avšak v posledním zápase remizovalo se Švédy a získalo stříbro.

Senzací turnaje byla porážka Kanady od Finska 2:5. Finové pod vedením českého trenéra Gustava Bubníka porazili během dvou let další tým silné čtyřky (na MS 1967 porazili ČSSR 3:1) a poslali další varování, že to s nimi v budoucnu nikdo nebude mít lehké.

## Kvalifikace
NDR –  Norsko 3:1 (2:1, 1:0, 0:0)
4. února 1968 – Grenoble (Stade de Glace)

Branky NDR: 16:02 Joachim Ziesche, 17:06 Peter Prusa, 48:00 Lothar Fuchs.

Branky Norska: 2:06 Olav Dalsøren.

Rozhodčí: Michal Bucala (TCH), Zdeněk Kořínek (TCH)
 Finsko –  Jugoslávie 11:2 (3:0, 6:0, 2:2)

4. února 1968 – Grenoble

Branky Finska: 1:44 Matti Harju, 3:12 Veli-Pekka Ketola, 19:33 Lasse Oksanen, 20:36 Matti Reunamäki, 23:12 Lasse Oksanen, 28:18 Matti Keinonen, 29:59 Esa Peltonen, 30:45 Pekka Leimu, 38:03 Juhani Wahlsten, 44:14 Jorma Peltonen, 57:20 Matti Reunamäki.

Branky Jugoslávie: 46:20 Franc Smolej, 51:06 Albin Felc.
  SRN –  Rumunsko 7:0 (1:0, 3:0, 3:0)
4. února 1968 – Grenoble

Branky SRN: 3. Ernst Köpf, 23. Lorenz Funk, 26. Heinz Weissenbach, 29. Ernst Köpf, 44. Rudolf Thanner, 46. Peter Lax, 59. Ernst Köpf.

Rozhodčí: Heini Ehrensperger (SUI), Borje Johanessen (NOR)
- Vítězové jsou zařazeni do skupiny A, poražení do skupiny B.

## Skupina A
| 35. | Mistrovství světa | URS           | TCH            | CAN    | SWE     | FIN    | USA  | GER             | GDR              | V | R | P | Skóre | B  |
| 1.  | SSSR              | Sovětský svaz | 4:5            | 5:0    | 3:2     | 8:0    | 10:2 | 9:1             | 9:0              | 6 | 0 | 1 | 48:10 | 12 |
| 2.  | ČSSR              | 5:4           | Československo | 2:3    | 2:2     | 4:3    | 5:1  | 5:1             | 10:3             | 5 | 1 | 1 | 33:17 | 11 |
| 3.  | Kanada            | 0:5           | 3:2            | Kanada | 3:0     | 2:5    | 3:2  | 6:1             | 11:0             | 5 | 0 | 2 | 28:15 | 10 |
| 4.  | Švédsko           | 2:3           | 2:2            | 0:3    | Švédsko | 5:1    | 4:3  | 5:4             | 5:2              | 4 | 1 | 2 | 23:18 | 9  |
| 5.  | Finsko            | 0:8           | 3:4            | 5:2    | 1:5     | Finsko | 1:1  | 4:1             | 3:2              | 3 | 1 | 3 | 17:23 | 7  |
| 6.  | USA               | 2:10          | 1:5            | 2:3    | 3:4     | 1:1    | USA  | 8:1             | 6:4              | 2 | 1 | 4 | 23:28 | 5  |
| 7.  | SRN               | 1:9           | 1:5            | 1:6    | 4:5     | 1:4    | 1:8  | Západní Německo | 4:2              | 1 | 0 | 6 | 13:39 | 2  |
| 8.  | NDR               | 0:9           | 3:10           | 0:11   | 2:5     | 2:3    | 4:6  | 2:4             | Východní Německo | 0 | 0 | 7 | 13:48 | 0  |

| 46. | Mistrovství Evropy |
| 1.  | SSSR               |
| 2.  | ČSSR               |
| 3.  | Švédsko            |
| 4.  | Finsko             |
| 5.  | SRN                |
| 6.  | NDR                |

- Titul mistra Evropy do 1970 získalo evr. mužstvo, které se umístilo nejlépe v konečné tabulce MS.

 Československo –  USA 5:1 (1:1, 2:0, 2:0)
6. února 1968 (17:30) – Grenoble (Stade de Glace)

Branky a nahrávky Československa: 5:30 Jan Suchý (Jozef Golonka, Jan Hrbatý), 22:01 Jan Havel (František Pospíšil), 39:46 Jaroslav Jiřík (Jozef Golonka), 41:47 Petr Hejma (Josef Černý), 55:07 Jiří Holík (Václav Nedomanský).

Branky a nahrávky USA: 16:22 Doug Volmar (Larry Pleau).

Rozhodčí: Ove Dahlberg (SWE), Olle Viking (SWE)

Vyloučení: 1:3 (0:0)
ČSSR: Vladimír Dzurilla – Jan Suchý, Josef Horešovský, František Pospíšil, Oldřich Machač – František Ševčík, Jozef Golonka, Jaroslav Jiřík – Jan Havel, Petr Hejma, Jiří Holík – Jan Hrbatý, Jiří Kochta (Václav Nedomanský), Josef Černý.
USA: Pat Rupp – Lou Nanne, Bruce Riutta, Donald Ross, Paul Hurley – Herb Brooks, Doug Volmar, Len Lilyholm – John Morrison, Larry Stordahl (John Dale), Larry Pleau – Craig Falkman, John Cunniff, Thomas Hurley.
 SSSR –  Finsko 8:0 (3:0, 2:0, 3:0)
6. února 1968 (21:00) – Grenoble (Stade de Glace)

Branky SSSR: 4:02 Vjačeslav Staršinov, 12:48 Anatolij Firsov, 15:54 Viktor Polupanov, 33:28 Jevgenij Mišakov, 38:31 Jevgenij Mišakov, 44:42 Vjačeslav Staršinov, 51:44 Jevgenij Zimin, 59:41 Jevgenij Zimin.

Rozhodčí: Michal Bucala (TCH), Zdeněk Kořínek (TCH)

Vyloučení: 6:4 (0:0)
SSSR: Konovalenko – Davydov, Zajcev, Blinov, Ragulin Romiševskij, Kuzkin – Majorov, Mišakov, Firsov – Polupanov, Zimin, Ionov – Vikulov, Staršinov, Mojsejev.
Finsko: Ylonen – Koskela, Rantasila, Tirkkonen, Partinen, Lindström, Kuusisto – Wahlsten, J. Peltonen, Ketola – Reunamäki, Johansson, Oksanen – E. Peltonen, Keinonen, Harju.
 Kanada –  SRN 6:1 (0:0, 4:1, 2:0)
6. února 1968 (21:00) – Grenoble (Patinoire Municipale)

Branky Kanady: 20:09 Ray Cadieux, 24:29 Gary Dineen, 26:08 Moris Mott, 31:35 Fran Huck, 51:30 Roger Bourbonnais, 59:55 Roger Bourbonnais.

Branky SRN: 35:25 Ernst Köpf.

Rozhodčí: Anatolij Seglin (URS), Nikolaj Snětkov (URS)

Vyloučení: 4:4 (1:1)
Kanada: Stephenson – Johnston, McKenzie, Glennie, Conlin, Hargreaves – Cadieux, Huck, Mott – Monteith, Dineen, H. Pinder – McMillan, O‘Shea, Bourbonnais (G. Pinder).
SRN: Schramm (Kanuss) – Schichtl, Waitl, Bader, Voelk, Thanner – Gmeiner, Hanig, Köpf – Lax, Meindl, Kuhn – Reif, Weisenbach, Funk – Schloder.
 Švédsko –  USA 4:3 (0:0, 4:2, 0:1)
7. února 1968 (17:00) – Grenoble (Stade de Glace)

Branky Švédska: 21:54 Lars-Göran Nilsson, 24:12 Håkan Wickberg, 26:09 Henric Hedlund, 31:50 Folke Bengtsson.

Branky USA: 23:14 Craig Falkman, 23:28 Len Lilyholm, 50:54 Lou Nanne.

Rozhodčí: John Kubinec (CAN), George McEvoy (CAN)

Vyloučení: 6:7 (0:1)
 SSSR –  NDR 9:0 (4:0, 2:0, 3:0)
7. února 1968 (21:00) – Grenoble (Stade de Glace)

Branky SSSR: 7:50 Jevgenij Mišakov, 12:51 Vjačeslav Staršinov, 15:19 Venjamin Alexandrov, 17:44 Anatolij Firsov, 29:57 Vladimir Vikulov, 37:03 Anatolij Firsov, 40:53 Oleg Zajcev, 43:23 Vladimir Vikulov, 51:42 Anatolij Firsov.

Rozhodčí: Jan Wycisk (POL), Borje Johannessen (NOR)

Vyloučení:3:4 (1:0)
 Československo –  SRN 5:1 (1:0, 2:0, 2:1)
8. února 1968 (17:00) – Grenoble (Stade de Glace)

Branky a nahrávky Československa: 13:12 Jan Hrbatý, 36:31 Jozef Golonka (Jan Suchý, Jan Hrbatý), 37:09 Jan Havel (Josef Černý, Jan Suchý), 42:34 Petr Hejma (Jan Havel), 59:31 František Ševčík (Jan Hrbatý, Jozef Golonka).

Rozhodčí: John Kubinec (CAN), George McEvoy (CAN)

Vyloučení: 7:6 (0:0)
ČSSR: Vladimír Dzurilla – Jan Suchý, Josef Horešovský, František Pospíšil, Oldřich Machač – František Ševčík, Jozef Golonka, Jan Hrbatý – Jan Havel, Petr Hejma, Josef Černý – Jan Klapáč, Václav Nedomanský, Jiří Holík.
SRN: Josef Schramm – Leonhard Waitl, Heinz Bader, Johannes Schichtl, Josef Völk – Alois Schloder, Horst Meindl, Lorenz Funk – Josef Reif, Ernst Köpf, Manfred Gmeiner – Peter Lax, Heinz Weissenbach, Bernd Kuhn – Gustav Hanig.
 Kanada –  Finsko	2:5 (1:2, 0:1, 1:2)
8. února 1968 (21:00) – Grenoble (Stade de Glace)

Branky Kanady: 14:47 Danny O'Shea, 51:49 Bill MacMillan.

Branky Finska: 7:16 Matti Keinonen, 12:59 Lasse Oksanen, 33:06 Jorma Peltonen, 48:26 Ilpo Koskela, 59:26 Juhani Wahlsten.

Rozhodčí: Hal Trumble (USA), Anatolij Seglin (URS)

Vyloučení: 4:2 (0:0)
 Švédsko –  SRN	5:4 (4:3, 0:0, 1:1)
9. února 1968 (13:00) – Grenoble (Stade de Glace)

Branky Švédska: 5:47 Lennart Svedberg, 7:15 Tord Lundström, 8:31 Bert-Olov Nordlander, 15:13 Roger Olsson, 58:19 Carl-Göran Öberg.

Branky SRN: 6:32 Bernd Kuhn, 13:00 Gustav Hanig, 14:50 Josef Reif, 45:33 Ernst Köpf.

Rozhodčí: Zdeněk Kořínek (TCH), Michal Bucala (TCH)

Vyloučení: 6:4 (1:2)
 SSSR –  USA	10:2 (6:0, 4:2, 0:0)
9. února 1968 (16:30) – Grenoble (Stade de Glace)

Branky SSSR: 2:51 Viktor Kuzkin, 3:24 Viktor Blinov, 3:52 Anatolij Firsov, 6:01 Vjačeslav Staršinov, 19:26 Viktor Polupanov, 19:57 Viktor Blinov, 20:51 Viktor Polupanov, 29:52 Jurij Mojsejev, 32:35 Anatolij Firsov, 39:40 Anatolij Firsov.

Branky USA: 25:45 Donald Ross, 28:16 John Morrison.

Rozhodčí: Ove Dahlberg (SWE), John Kubinec (CAN)

Vyloučení: 5:9 (1:0)
 Kanada –  NDR 11:0 (4:0, 4:0, 3:0)
9. února 1968 (13:00) – Grenoble (Stade de Glace)

Branky Kanady: 3:40 Ted Hargreaves, 6:38 Danny O'Shea, 9:08 Moris Mott, 18:21 Fran Huck, 21:21 Roger Bourbonnais, 21:55 Moris Mott, 32:51 Steve Monteith, 35:46 Moris Mott, 46:32 Moris Mott, 53:32 Herb Pinder, 58:19 Fran Huck.

Rozhodčí: Hal Trumble (USA), Sakari Sillankorva (FIN)

Vyloučení: 2:3 (2:0)
  Československo –  Finsko	4:3 (0:1, 3:0, 1:2)
10. února 1968 (12:00) – Grenoble (Stade de Glace)

Branky a nahrávky Československa: 23:22 Jozef Golonka (Jan Suchý, Jan Hrbatý), 24:50 Jan Havel, 34:03 Václav Nedomanský, 43:17 Václav Nedomanský.

Branky a nahrávky Finska: 4:57 Matti Keinonen, 46:29 Veli-Pekka Ketola, 58:11 Lasse Oksanen (Jorma Peltonen).

Rozhodčí: Olle Viking (SWE), Anatolij Snětkov (URS)

Vyloučení: 7:4 (2:0)
ČSSR: Vladimír Dzurilla – Jan Suchý, Josef Horešovský, František Pospíšil, Oldřich Machač – František Ševčík, Jozef Golonka, Jan Hrbatý – Jan Havel, Petr Hejma, Josef Černý – Jan Klapáč (Jiří Kochta), Václav Nedomanský, Jiří Holík.
Finsko: Urpo Ylönen – Lalli Partinen, Seppo Lindström, Ilpo Koskela, Pekka Kuusisto, Juha Rantasila – Matti Keinonen, Juhani Wahlsten, Matti Reunamäki – Esa Peltonen, Jorma Peltonen, Pekka Leimu – Matti Harju, Veli-Pekka Ketola, Lasse Oksanen.
 Švédsko –  NDR 5:2 (1:0, 2:1, 2:1)
10. února 1968 (15:30) – Grenoble (Stade de Glace)

Branky Švédska: 15:48 Håkan Wickberg, 22:54 Henric Hedlund, 29:55 Tord Lundström, 42:23 Henric Hedlund, 52:21 Leif Henriksson.

Branky NDR: 34:12 Wolfgang Plotka, 45:30 Lothar Fuchs.

Rozhodčí: Anatolij Seglin (URS), Jan Wycisk (POL)

Vyloučení: 2:0 (0:1)
 Kanada –  USA 3:2 (1:2, 0:0, 2:0)
11. února 1968 (16:30) – Grenoble (Stade de Glace)

Branky Kanady: 12:35 Ray Cadieux, 42:28 Marshall Johnston, 47:30 Ray Cadieux.

Branky USA: 13:00 Larry Pleau, 18:53 Bruce Riutta

Rozhodčí: Anatolij Snětkov (URS), Nikolaj Seglin (URS)

Vyloučení: 5:4 (0:0)
 SSSR –  SRN 9:1 (4:1, 4:0, 1:0)
11. února 1968 (21:00) – Grenoble (Stade de Glace)

Branky SSSR: 4:19 Anatolij Ionov, 5:47 Vjačeslav Staršinov, 7:39 Viktor Polupanov, 9:40 Boris Majorov, 21:50 Jurij Mojsejev, 27:32 Venjamin Alexandrov, 31:52 Venjamin Alexandrov, 39:08 Anatolij Firsov, 44:22 Viktor Polupanov.

Branky SRN: 11:14 Lorenz Funk.

Rozhodčí: Hal Trumble (USA), Willy Valentin (AUT)

Vyloučení: 5:5 (1:1)
 Československo –  NDR 10:3 (5:2, 1:0, 4:1)
12. února 1968 (13:00) – Grenoble (Stade de Glace)

Branky a nahrávky Československa: 2:46 Václav Nedomanský (Jan Hrbatý), 4:20 Josef Horešovský (Josef Černý), 10:19 Josef Horešovský, 14:19 Jaroslav Jiřík (Jozef Golonka), 16:06 Josef Horešovský (Jan Hrbatý), 31:15 Václav Nedomanský (Josef Horešovský), 53:38 Jan Suchý (Václav Nedomanský, Jan Hrbatý), 54:24 Jiří Kochta (Karel Masopust), 58:02 František Ševčík (Jozef Golonka), 59:58 Josef Horešovský (Josef Černý).

Branky a nahrávky NDR: 5:04 Bernd Karenbauer (Dietmar Peters), 18:19 Helmut Novy, 45:26 Dietmar Peters (Bernd Karenbauer).

Rozhodčí: Ove Dahlberg (SWE), Sakari Sillankorva (FIN)

Vyloučení: 4:6 (4:0, 0:1)
ČSSR: Vladimír Dzurilla (21. Vladimír Nadrchal) – Jan Suchý, Josef Horešovský, František Pospíšil, Oldřich Machač (21. Karel Masopust) – František Ševčík, Jozef Golonka, Jaroslav Jiřík (41. Jiří Kochta) – Jan Havel, Petr Hejma, Josef Černý – Jan Hrbatý, Václav Nedomanský, Jiří Holík.
NDR: Klaus Hirsche – Dieter Voigt, Wolfgang Plotka, Helmut Novy, Dieter Kratzsch, Manfred Buder, Wilfried Sock – Hartmut Nickel, Joachim Ziesche, Bernd Hiller – Dietmar Peters, Peter Prusa, Bernd Karenbauer – Rüdiger Noack, Lothar Fuchs, Bernd Poindl.
 Švédsko –  Finsko	5:1 (1:0, 2:1, 2:0)
12. února 1968 (16:30) – Grenoble (Stade de Glace)

Branky Švédska: 16:07 Håkan Wickberg, 22:35 Svante Granholm, 36:49 Lars-Göran Nilsson, 44:49 Folke Bengtsson, 50:24 Håkan Wickberg.

Branky Finska: 33:47 Lasse Oksanen.

Rozhodčí: John Kubinec (CAN), Zdeněk Kořínek (TCH)

Vyloučení: 2:1 (0:1)
 USA –  SRN 8:1 (2:1, 4:0, 2:0)
12. února 1968 (21:00) – Grenoble (Stade de Glace)

Branky USA: 3:07 Donald Ross, 4:30 John Morrison, 30:45 Lou Nanne, 33:00 Larry Pleau, 36:42 Doug Volmar, 39:55 Doug Volmar, 51:51 John Cunniff, 53:00 Paul Hurley.

Branky SRN: 5:28 Lorenz Funk.

Rozhodčí: George McEvoy (CAN), Nikolaj Seglin (URS)

Vyloučení: 6:4 (2:0)
 SSSR –  Švédsko 	3:2 (1:1, 0:0, 2:1)
13. února 1968 (17:00) – Grenoble (Stade de Glace)

Branky SSSR: 17:47 Anatolij Firsov, 47:15 Anatolij Firsov, 49:10 Viktor Blinov.

Branky Švédska: 13:18 Carl-Göran Öberg, 57:11 Lennart Svedberg.

Rozhodčí: John Kubinec (CAN), Zdeněk Kořínek (TCH)

Vyloučení: 4:3 (1:0)
SSSR: Konovalenko – Davydov, Kuzkin, Blinov, Ragulin, Zajcev, Romiševskij – Alexandrov, Staršinov, Majorov – Mišakov, Ionov, Mojsejev – Vikulov, Polupanov, Firsov.
Švédsko: Holmqvist – Nordlander, Johansson, Carlsson, Svedberg, Sjöberg – Henriksson, Olsson, Hedlund – Nilsson, Wickberg, Lundström – Palmqvist, Bengtsson, Öberg – Granholm.
  Československo –  Kanada 2:3 (0:0, 0:3, 2:0)
13. února 1968 (21:00) – Grenoble (Stade de Glace)

Branky a nahrávky Československa: 40:51 Jan Havel, 41:52 Václav Nedomanský.

Branky a nahrávky Kanady: 22:09 Fran Huck (Ray Cadieux), 27:52 Roger Bourbonnais (Terry O'Malley), 32:42 Ray Cadieux (Fran Huck).

Rozhodčí: Hal Trumble (USA), Sakari Sillankorva (FIN)

Vyloučení: 1:1 (0:0)
ČSSR: Vladimír Dzurilla – František Pospíšil (41. Karel Masopust), Oldřich Machač, Jan Suchý, Josef Horešovský – Jozef Golonka, František Ševčík, Jan Klapáč – Václav Nedomanský, Jan Hrbatý, Jiří Holík – Petr Hejma, Jan Havel, Josef Černý.
Kanada: Ken Broderick – Terry O'Malley, Barry McKenzie, Paul Conlin, Brian Glennie, Marshall Johnston, Ted Hargreaves – Gary Dineen, Steve Monteith, Gerry Pinder – Fran Huck, Ray Cadieux, Moris Mott – Roger Bourbonnais, Bill MacMillan, Danny O'Shea.
 NDR –  Finsko 2:3 (1:2, 0:1, 1:0)
14. února 1968 (16:00) – Grenoble (Stade de Glace)

Branky NDR: 18:47 Ulrich Noack, 41:31 Dietmar Peters.

Branky Finska: 2:49 Matti Harju, 16:46 Matti Harju, 25:03 Matti Keinonen.

Rozhodčí: Michal Bucala (TCH), Ove Dahlberg (SWE)

Vyloučení: 6:6 (0:1)
 NDR –  USA 4:6 (1:3, 1:1, 2:2)
15. února 1968 (13:00) – Grenoble (Stade de Glace)

Branky NDR: 19:18 Bernd Karenbauer, 28:44 Lothar Fuchs, 41:52 Lothar Fuchs, 46:52 Bernd Karenbauer.

Branky USA: 5:09 Doug Volmar, 14:58 Paul Hurley, 18:05 Larry Stordahl, 35:48 Len Lilyholm, 58:59 Larry Stordahl, 59:26 Paul Hurley.

Rozhodčí: John Kubinec (CAN), Anatolij Seglin (URS)

Vyloučení: 2:1 (0:1)
 Švédsko –  Kanada 0:3 (0:2, 0.0, 0:1)
15. února 1968 (16:30) – Grenoble (Stade de Glace)

Branky Kanady: 9:16 Marshall Johnston, 12:30 Gerry Pinder, 54:52 Danny O'Shea.

Rozhodčí: Sakari Sillankorva (FIN), Zdeněk Kořínek (TCH)

Vyloučení: 2:6 (0:0)
Švédsko: Holmqvist – Nordlander, Johansson, Carlsson, Svedberg, Sjöberg – Henriksson, Bengtsson, Öberg – Nilsson, Wickberg, Lundström – Hedlund, Olsson, Grandholm.
Kanada: Broderick – O’Malley, Johnston, Glennie, McKenzie, Conlin – Huck, Cadieux, Mott – McMillan, Dineen, G. Pinder – Bourbonnais, O’Shea, Hargreaves – Monteith.
 Československo –  SSSR 5:4 (3:1, 1:1, 1:2)
15. února 1968 (21:00) – Grenoble (Stade de Glace)

Branky a nahrávky Československa: 14:33 František Ševčík (Václav Nedomanský, Jaroslav Jiřík), 17:40 Petr Hejma (Jaroslav Jiřík, František Ševčík), 18:06 Jan Havel (Josef Černý), 38:38 Jozef Golonka (Jaroslav Jiřík), 56:01 Jaroslav Jiřík.

Branky a nahrávky SSSR: 0:28 Boris Majorov (Jevgenij Zimin), 27:03 Viktor Blinov, 56:30 Viktor Polupanov (Anatolij Firsov, Vladimir Vikulov), 57:34 Boris Majorov (Viktor Kuzkin, Vjačeslav Staršinov).

Rozhodčí: Hal Trumble (USA), Ove Dahlberg (SWE)

Vyloučení: 7:6 (2:1)
ČSSR: Vladimír Dzurilla – Jan Suchý, Josef Horešovský, Oldřich Machač, Karel Masopust – František Ševčík, Jozef Golonka, Jaroslav Jiřík – Jan Hrbatý, Václav Nedomanský, Jiří Holík – Jan Havel, Petr Hejma, Josef Černý.
SSSR: Viktor Konovalenko – Viktor Kuzkin, Vitalij Davydov, Alexandr Ragulin, Viktor Blinov, Oleg Zajcev, Igor Romiševskij – Jevgenij Zimin, Vjačeslav Staršinov, Boris Majorov – Vladimir Vikulov, Viktor Polupanov, Anatolij Firsov, Jevgenij Mišakov, Anatolij Ionov, Jurij Mojsejev.
 Finsko –  SRN 4:1 (2:1, 1:0, 1:0)
16. února 1968 (15:30) – Grenoble (Stade de Glace)

Branky Finska: 4:06 Pekka Leimu, 10:40 Veli-Pekka Ketola, 33:18 Pekka Leimu, 43:22 Jorma Peltonen.

Branky SRN: 12:07 Alois Schloder.

Rozhodčí: Zdeněk Kořínek (TCH), Michal Bucala (TCH)

Vyloučení: 9:9 (2:0)
 NDR –  SRN 2:4 (0:1, 1:2, 1:1)
17. února 1968 (10:30) – Grenoble (Stade de Glace)

Branky NDR: 37:02 Bernd Hiller, 44:08 Lothar Fuchs.

Branky SRN: 10:38 Lorenz Funk, 25:03 Leonhard Waitl, 36:01 Gustav Hanig, 53:16 Peter Lax.

Rozhodčí: George McEvoy (CAN), Zdeněk Kořínek (TCH)

Vyloučení: 3:5 (2:1)
 USA –  Finsko 1:1 (1:1, 0:0, 0:0)
17. února 1968 (14:00) – Grenoble (Stade de Glace)

Branky USA: 9:08 Doug Volmar.

Branky Finska: 10:47 Juhani Wahlsten.

Rozhodčí: John Kubinec (CAN), Anatolij Seglin (URS)

Vyloučení: 2:0 (0:0)
 Československo –  Švédsko 2:2 (1:1, 0:1, 1:0)
17. února 1968 (17:30) – Grenoble (Stade de Glace)

Branky a nahrávky Československa: 15:29 Jozef Golonka (Jaroslav Jiřík, František Ševčík), 46:22 Jan Hrbatý.

Branky a nahrávky Švédska: 4:09 Folke Bengtsson (Tord Lundström), 35:40 Leif Henriksson (Lennart Svedberg).

Rozhodčí: Hal Trumble (USA), Sakary Sillankorva (FIN)

Vyloučení: 1:2 (0:0)
ČSSR: Vladimír Dzurilla – Jan Suchý, Josef Horešovský, Oldřich Machač, Karel Masopust – František Ševčík, Jozef Golonka, Jaroslav Jiřík – Jan Havel, Petr Hejma, Josef Černý – Jan Hrbatý, Václav Nedomanský, Jiří Holík.
Švédsko: Leif Holmqvist – Bert-Olov Nordlander, Nils Johansson, Lennart Svedberg, Arne Carlsson, Lars-Erik Sjöberg – Leif Henriksson, Carl-Göran Öberg, Björn Palmqvist – Folke Bengtsson, Wickberg, Tord Lundström – Henric Hedlund, Roger Olsson, Lars-Göran Nilsson.
 SSSR –  Kanada 5:0 (1:0, 1:0, 3:0)
17. února 1968 (21:00) – Grenoble (Stade de Glace)

Branky SSSR: 14:51 Anatolij Firsov, 32:44 Jevgenij Mišakov, 41:21 Vjačeslav Staršinov, 48:44 Jevgenij Zimin, 53:59 Anatolij Firsov.

Rozhodčí: Hal Trumble (USA), Ove Dahlberg (SWE)

Vyloučení: 2:6 (1:0)
SSSR: Konovalenko – Davydov, Zajcev, Ragulin, Blinov, Romiševskij, Kuzkin – Majorov, Ionov, Mojsejev – Vikulov, Polupanov, Firsov – Zimin, Staršinov, Mišakov.
Kanada: Broderick – Glennie, McKenzie, O’Malley, Johnston, Conlin – Bourbonnais, O’Shea, Hargreaves – McMillan, Dineen, G. Pinder – Cadieux, Huck, Mott – Monteith.

## Skupina B
|     |            | YUG        | JPN      | NOR    | RUM | AUT      | FRA     | V | R | P | Skóre | B  |
| 9.  | Jugoslávie | Jugoslávie | 5:1      | 3:2    | 9:5 | 6:0      | 10:1    | 5 | 0 | 0 | 33:9  | 10 |
| 10. | Japonsko   | 1:5        | Japonsko | 4:0    | 5:4 | 11:1     | 6:2     | 4 | 0 | 1 | 27:12 | 8  |
| 11. | Norsko     | 2:3        | 0:4      | Norsko | 4:3 | 5:4      | 4:1     | 3 | 0 | 2 | 15:15 | 6  |
| 12. | Rumunsko   | 5:9        | 4:5      | 3:4    |     | 3:2      | 7:3     | 2 | 0 | 3 | 22:23 | 4  |
| 13. | Rakousko   | 0:6        | 1:11     | 4:5    | 2:3 | Rakousko | 5:2     | 1 | 0 | 4 | 12:27 | 2  |
| 14. | Francie    | 1:10       | 2:6      | 1:4    | 3:7 | 2:5      | Francie | 0 | 0 | 5 | 9:32  | 0  |

- Polsko a Itálie odřekli účast.

 Jugoslávie –  Japonsko 5:1 (2:0, 0:0, 3:1)
7. února 1968 (16:45) – Grenoble (Patinoire Municipale)

Branky Jugoslávie: 0:08 Albin Felc, 6:39 Rudi Hiti, 44:18 Roman Smolej, 47:35 Rudi Hiti, 54:42 Roman Smolej.

Branky Japonska: 41:07 Minoru Itó.

Rozhodčí: Hal Trumble (USA), Calixte Pianfetti (FRA)

Vyloučení: 0:3 (0:0)
 Rumunsko –  Rakousko 3:2 (2:1, 1:1, 0:0)
7. února 1968 (20:30) – Grenoble (Patinoire Municipale)

Branky Rumunska: 8:10 Aurel Mois, 18:20 Geza Szabo, 33:45 Stefan Texe.

Branky Rakouska: 18:13 Heinz Schupp, 33:04 Adelbert Saint John.

Rozhodčí: Fritz Gross (GDR), Sakari Sillankorva (FIN)

Vyloučení: 1:3 (0:0)
 Norsko –  Francie 4:1 (1:1, 2:0, 1:0)
8. února 1968 (20:30) – Grenoble (Patinoire Municipale)

Branky Norska: 9:17 Georg Smefjell, 20:13 Steinar Bjölbakk, 35:21 Olav Dalsøren, 54:02 Olav Dalsøren.

Branky Francie: 14:09 Gerard Faucomprez.

Rozhodčí: Helmut Perkuhn (GER), Willy Valentin (AUT)

Vyloučení: 3:3 (1:0)
 Francie –  Rumunsko 3:7 (0:2, 0:2, 3:3)
9. února 1968 (16:45) – Grenoble (Patinoire Municipale)

Branky Francie: 42:13 Alain Mazza, 53:09 Michel Caux, 58:06 Charles Liberman.

Branky Rumunska: 9:07 Iulian Florescu, 17:49 Zoltan Czaka, 30:26 Ion Stefan Ionescu, 38:15 Geza Szabo, 40:48 Alexandru Kalamar, 48:46 Iulian Florescu, 52:27 Eduard Pana.

Rozhodčí: Heini Ehrensperger (SUI), Boris Cebulj (YUG)

Vyloučení: 4:2 (0:1)
 Jugoslávie –  Rakousko 6:0 (2:0, 2:0, 2:0)
9. února 1968 (20:30) – Grenoble (Patinoire Municipale)

Branky Jugoslávie: 0:43 Viktor Tišlar, 13:05 Bogomir Jan, 20:43 Viktor Tišlar, 22:25 Bogomir Jan, 43:12 Ciril Klinar, 53:00 Bogomir Jan.

Rozhodčí: George MacEvoy (CAN), Patrice Prevost (FRA)

Vyloučení: 9:16 (3:0)
 Japonsko –  Norsko 4:0 (2:0, 2:0, 0:0)
10. února 1968 (20:30) – Grenoble (Patinoire Municipale)

Branky Japonska: 9:16 Toru Okadžima, 18:30 Kodži Iwamoto, 30:36 Toru Okadžima, 33:12 Yutaka Ebina.

Rozhodčí: Fritz Gross (GDR), Pierre Eymard (FRA)

Vyloučení: 7:5 (1:0)
 Francie –  Rakousko 2:5 (0:1, 2:3, 0:1)
11. února 1968 (20:30) – Grenoble (Patinoire Municipale)

Branky Francie: 28:55 Gerard Faucomprez, 39:28 Philippe Lacarriere.

Branky Rakouska: 6:45 Sepp Puschnig, 24:07 Heinz Schupp, 31:51 Sepp Puschnig, 36:16 Heinz Schupp, 46:51 Klaus Kirchbaumer.

Rozhodčí: Helmut Perkuhn (GER), Boris Cebulj (YUG)

Vyloučení: 4:7 (0:1)
 Japonsko –  Rumunsko 5:4 (3:0, 1:3, 1:1)
12. února 1968 (16:45) – Grenoble (Patinoire Municipale)

Branky Japonska: 11:55 Toru Okadžima, 13:02 Minoru Itó, 14:54 Toru Okadžima, 32:56 Minoru Itó, 41:03 Kodži Iwamoto.

Branky Rumunska: 25:45 Iulian Florescu, 26:12 Valentin Stefanov, 31:18 Geza Szabo, 47:55 Eduard Pana.

Rozhodčí: Olle Viking (SWE), Jan Wycisk (POL)

Vyloučení: 5:2 (1:0)
 Norsko –  Rakousko 5:4 (3:1, 2:1, 0:2)
12. února 1968 (20:30) – Grenoble (Patinoire Municipale)

Branky Norska: 3:14 Arne Mikkelsen, 10:45 Trygve Bergeid, 15:06 Per Skjaerwen Olsen, 30:03 Arne Mikkelsen, 34:26 Olav Dalsøren.

Branky Rakouska: 1:32 Klaus Weingartner, 33:08 Adelbert Saint John, 52:06 Sepp Puschnig, 58:14 Heinz Schupp

Rozhodčí: Michal Bucala (TCH), Fiquet (FRA)

Vyloučení: 6:6 (3:0)
 Francie –  Jugoslávie 1:10 (0:6, 0:1, 1:3)
13. února 1968 (20:30) – Grenoble (Patinoire Municipale)

Branky Francie: 45:19 Gilbert Itzicsohn.

Branky Jugoslávie: 0:50 Viktor Tišlar, 3:36 Slavko Beravs, 9:18 Roman Smolej, 10:45 Bogomir Jan, 16:46 Viktor Tišlar, 19:52 Slavko Beravs, 35:04 Bogomir Jan, 43:24 Roman Smolej, 55:41 Albin Felc, 56:08 Albin Felc.

Rozhodčí: Nikolaj Snětkov (URS), Willy Valentin (AUT)

Vyloučení: 9:4 (0:2)
 Norsko –  Rumunsko 4:3 (2:2, 1:1, 1:0)
14. února 1968 (20:30) – Grenoble (Patinoire Municipale)

Branky Norska: 10:25 Svein Haagensen, 15:25 Per Skjaerwen Olsen, 38:06 Odd Syversen, 59:20 Olav Dalsøren.

Branky Rumunska: 9:06 Zoltan Fogaras, 16:11 Eduard Pana, 20:45 Geza Szabo.

Rozhodčí: George MacEvoy (CAN), Anatolij Seglin (URS)

Vyloučení: 3:1 (0:0)
 Japonsko –  Rakousko 11:1 (1:0, 6:0, 4:1)
15. února 1968 (20:30) – Grenoble (Patinoire Municipale)

Branky Japonska: 11:33 Toru Okadžima, 22:57 Nobuhiro Araki, 26:30 Mamoru Takašima, 26:44 Takao Hikigi, 27:17 Takao Hikigi, 35:15 Minoru Itó, 37:17 Kendži Toriyanbe, 45:03 Kimihisa Kudó, 47:15 Nobuhiro Araki, 49:57 Yutaka Ebina, 59:37 Takao Hikigi.

Branky Rakouska: 52:20 Paul Samonig.

Rozhodčí: Michal Bucala (TCH), Patrice Prevost (FRA)

Vyloučení: 9:10
 Jugoslávie –  Rumunsko 9:5 (5:3, 1:1, 3:1)
16. února 1968 (20:30) – Grenoble (Patinoire Municipale)

Branky Jugoslávie: 2:05 Janez Mlakar, 2:32 Rudi Hiti, 2:49 Viktor Tišlar, 8:09 Viktor Tišlar, 15:31 Franc Smolej, 28:24 Bogomir Jan, 40:54 Albin Felc, 44:07 Viktor Tišlar, 48:54 Bogomir Jan.

Branky Rumunska: 9:28 Aurel Mois, 14:59 Geza Szabo, 18:24 Geza Szabo, 22:18 Geza Szabo, 42:30 Iulian Florescu.

Rozhodčí: Goerge MacEvoy (CAN), Nikolaj Snětkov (URS)

Vyloučení: 3:2 (0:1)
 Francie –  Japonsko 2:6 (0:0, 0:4, 2:2)
17. února 1968 (16:45) – Grenoble (Patinoire Municipale)

Branky Francie: 42:17 Alain Mazza, 51:24 Gilbert Itzicsohn.

Branky Japonska: 22:31 Yutaka Ebina, 23:43 Takao Hikigi, 28:19 Takao Hikigi, 39:07 Nobuhiro Araki, 51:10 Kendži Toriyanbe, 57:09 Kimihisa Kudó.

Rozhodčí: Nikolaj Snětkov (URS), Jan Wycisk (POL)

Vyloučení: 8:6 (1:2)
 Jugoslávie –  Norsko 3:2 (1:1, 0:0, 2:1)
17. února 1968 (20:30) – Grenoble (Patinoire Municipale)

Branky Jugoslávie: 6:47 Viktor Tišlar, 45:48 Vlado Jug, 47:36 Albin Felc.

Branky Norska: 10:43 Svein Hansen, 44:49 Steinar Bjölbakk.

Rozhodčí: Michal Bucala (TCH), Olle Viking (SWE)

Vyloučení: 7:5 (0:0)

## Statistiky (Skupina A)

### Nejlepší hráči podle direktoriátu IIHF
| Brankář | Ken Broderick    |
| Obránce | Josef Horešovský |
| Útočník | Anatolij Firsov  |

### All Stars
| Brankář         | Ken Broderick    |
| Levý obránce    | Lennart Svedberg |
| Pravý obránce   | Jan Suchý        |
| Levé křídlo     | Anatolij Firsov  |
| Střední útočník | Fran Huck        |
| Pravé křídlo    | František Ševčík |

### Kanadské bodování
| Poř. | Kanadské bodování   | Branky | Přihrávky | Body |
| ---- | ------------------- | ------ | --------- | ---- |
| 1.   | Anatolij Firsov     | 12     | 4         | 16   |
| 2.   | Viktor Polupanov    | 6      | 6         | 12   |
| 2.   | Vjačeslav Staršinov | 6      | 6         | 12   |
| 4.   | Vladimír Vikulov    | 2      | 10        | 12   |
| 5.   | Jozef Golonka       | 4      | 6         | 10   |
| 6.   | Fran Huck           | 4      | 5         | 9    |
| 7.   | Jan Hrbatý          | 2      | 7         | 9    |
| 8.   | Marshall Johnston   | 2      | 6         | 8    |
| 8.   | Jack Morrison       | 2      | 6         | 8    |
| 10.  | Václav Nedomanský   | 5      | 2         | 7    |

### Soupiska SSSR
SSSR

Brankáři: Viktor Konovalenko, Viktor Zinger.

Obránci: Viktor Blinov, Vitalij Davydov, Viktor Kuzkin, Alexandr Ragulin, Oleg Zajcev, Igor Romiševskij.

Útočníci: Anatolij Firsov, Vjačeslav Staršinov, Viktor Polupanov, Vladimir Vikulov, Venjamin Alexandrov, Jurij Mojsejev, Jevgenij Mišakov, Jevgenij Zimin, Anatolij Ionov, Boris Majorov.

Trenéři: Arkadij Černyšov, Anatolij Tarasov.

### Soupiska Československa
Československo

Brankáři: Vladimír Nadrchal, Vladimír Dzurilla.

Obránci: Josef Horešovský, Jan Suchý, Karel Masopust, František Pospíšil, Oldřich Machač.

Útočníci: Jozef Golonka, Jan Hrbatý, Václav Nedomanský, Jan Havel, Jaroslav Jiřík, Josef Černý, František Ševčík, Petr Hejma, Jiří Holík, Jiří Kochta, Jan Klapáč.

Trenéři: Jaroslav Pitner, Vladimír Kostka.

### Soupiska Kanady
Kanada

Brankáři: Ken Broderick, Wayne Stephenson.

Obránci: Marshall Johnston, Terry O'Malley, Barry McKenzie, Brian Glennie, Paul Conlin.

Útočníci: Fran Huck, Moris Mott, Ray Cadieux, Roger Bourbonnais, Danny O'Shea, Bill MacMillan, Gary Dineen, Ted Hargreaves, Herb Pinder, Steve Monteith, Gerry Pinder.

Trenér: Jackie McLeod.

### Soupiska Švédska
4.  Švédsko

Brankáři: Leif Holmqvist, Hans Dahllöf.

Obránci: Arne Carlsson, Nils Johansson, Bert-Olov Nordlander, Lars-Erik Sjöberg, Roland Stoltz, Lennart Svedberg.

Útočníci: Folke Bengtsson, Svante Granholm, Henric Hedlund, Leif Henriksson, Tord Lundström, Lars-Göran Nilsson, Roger Olsson, Björn Palmqvist, Håkan Wickberg, Carl-Göran Öberg.

Trenér: Arne Strömberg.

### Soupiska Finska
5.  Finsko

Brankáři: Urpo Ylönen, Pentti Koskela.

Obránci: Paavo Tirkkonen, Pekka Kuusisto, Ilpo Koskela, Seppo Lindström, Lalli Partinen, Juha Rantasila.

Útočníci: Lasse Oksanen, Jorma Peltonen, Veli-Pekka Ketola, Matti Keinonen, Matti Harju, Pekka Leimu, Juhani Wahlsten, Matti Reunamäki, Esa Peltonen, Kari Johansson.

Trenér: Augustin Bubník (Československo).

### Soupiska USA
6.  USA

Brankáři: Pat Rupp, Jimmi Logue.

Obránci: Lou Nanne, Donald Ross, Bruce Riutta, Robert Gaudreau, Bob Paradise, Paul Hurley.

Útočníci: John Morrison, Thomas Hurley, Larry Pleau, John Cunniff, Doug Volmar, Len Lilyholm, Larry Stordahl, Herb Brooks, Craig Falkman, John Dale.

Trenér: Murray Williamson.

### Soupiska SRN
7.  SRN

Brankáři: Josef Schramm, Günther Knauss.

Obránci: Leonhard Waitl, Johannes Schichtl, Rudolf Thanner, Otto Schneitberger, Josef Völk, Heinz Bader.

Útočníci: Josef Reif, Ernst Köpf, Bernd Kuhn, Lorenz Funk, Alois Schloder, Gustav Hanig, Horst Meindl, Heinz Weissenbach, Manfred Gmeiner, Peter Lax.

Trenér: Ed Riegle.

### Soupiska NDR
8.  NDR

Brankáři: Dieter Pürschel, Klaus Hirsche.

Obránci: Dieter Voigt, Manfred Buder, Helmut Novy, Wolfgang Plotka, Wilfried Sock, Ulrich Noack.

Útočníci: Bernd Karenbauer, Hartmut Nickel, Lothar Fuchs, Peter Prusa, Joachim Ziesche, Dieter Kratzsch, Bernd Poindl, Dietmar Peters, Bernd Hiller, Rüdiger Noack.

Trenér: Rudi Schmieder.

### Soupiska Jugoslávie
9.  Jugoslávie

Brankáři: Anton Jože Gale, Rudi Knez.

Obránci: Franc Razinger, Ivo Jan, Ivo Ratej, Viktor Ravnik, Vlado Jug.

Útočníci: Franc Smolej, Bogomir Jan, Boris Renaud, Albin Felc, Viktor Tišlar, Rudi Hiti, Slavko Beravs, Miroslav Gojanović, Roman Smolej, Janez Mlakar, Ciril Klinar.

Trenér: Oldřich Mlčoch (Československo).

### Soupiska Japonska
10.  Japonsko

Brankáři: Kazudži Morišima, Tošimitsu Ótsubo

Obránci: Isao Asai, Mičihiro Sató, Hisaši Kasai, Toru Itabaši, Takaaki Kaneiri, Kendži Toriyanbe.

Útočníci: Mamoru Takašima, Kimihisa Kudó, Kodži Iwamoto, Takao Hikigi, Toru Okadžima, Minoru Itó, Takeši Akiba, Yutaka Ebina, Kazuo Matsuda, Nobuhiro Araki.

Trenér: Juži Kaneda, Tadeo Nakažima.

### Soupiska Norska
11.  Norsko

Brankáři: Kåre Østensen, Morten Brathen

Obránci: Svein Hansen, Thor Martinsen, Terje Steen, Odd Syversen

Útočníci: Tor Gundersen, Christian Petersen, Per Skjaerwen Olsen, Georg Smefjell, Olav Dalsøren, Arne Mikkelsen, Steinar Bjölbakk, Svein Haagensen, Terje Thoen, Björn Johansen, Rodney Riise, Trygve Bergeid.

Trenér: Egil Bjerklund.

### Soupiska Rumunska
12.  Rumunsko

Brankáři: Constantin Dumitras, Mihai Stoiculescu

Obránci: Ion Stefan Ionescu, Zoltan Czaka, Dezideriu Varga, Zoltan Fogaras, Razvan Schiau

Útočníci: Geza Szabo, Iulian Florescu, Alexandru Kalamar, Gyula Szabo, Eduard Pana, Ion Gheorghiu, Stefan Texe, Ion Basa, Aurel Mois, Valentin Stefanov.

Trenér: Mihai Flamaropol, Constantin Tico.

### Soupiska Rakouska
13.  Rakousko

Brankáři: Franz Schilcher, Karl Pregl

Obránci: Gerd Schager, Gerhard Felfernig, Josef Mössmer, Hermann Erhard, Gerhard Hausner

Útočníci: Dieter Kalt, Adelbert St. John, Sepp Puschnig, Josef Schwitzer, Heinz Schupp, Walter König, Heinz Knoflach, Klaus Weingartner, Klaus Kirchbaumer, Günter Burkhart, Paul Samonig.

Trenér: Jiří Hanzl (TCH).

### Soupiska Francie
14.  Francie

Brankáři: Jean-Claude Sozzi, Bernard Deschamps

Obránci: Joel Godeau, Claude Blanchard, Philippe Lacarriere, René Blanchard, Joel Gauvin

Útočníci: Bernard Cabanis, Gerard Faucomprez, Alain Mazza, Olivier Prechac, Gilbert Lepre, Patrick Pourtanel, Michel Caux, Gilbert Itzicsohn, Daniel Grando, Patrick Francheterre, Charles Liberman.

Trenér: Pete LaLiberte.

## Konečné pořadí
|     | Tým        |
| --- | ---------- |
|     | SSSR (URS) |
|     | ČSSR (TCH) |
|     | CAN (CAN)  |
| 4.  | Švédsko    |
| 5.  | Finsko     |
| 6.  | USA        |
| 7.  | SRN        |
| 8.  | NDR        |
| 9.  | Jugoslávie |
| 10. | Japonsko   |
| 11. | Norsko     |
| 12. | Rumunsko   |
| 13. | Rakousko   |
| 14. | Francie    |